# أوتر ليك (كيبك)
أوتر ليك (بالإنجليزية: Otter Lake, Quebec) هي بلدية محلية في كيبيك تقع في كندا في Pontiac Regional County Municipality. يقدر عدد سكانها بـ 1,109 نسمة ومساحتها 494.60 كم2 .